# Polypogon (erebídeos)
Polypogon é um gênero de traça pertencente à família Arctiidae.

## Espécies
- Polypogon angulata
- Polypogon reticulatis
- Polypogon ruptistigma